# Đông Lĩnh (xã)
Đông Lĩnh là một xã thuộc huyện Thanh Ba, tỉnh Phú Thọ, Việt Nam.
Xã Đông Lĩnh có diện tích 9,32 km², dân số năm 1999 là 2799 người, mật độ dân số đạt 300 người/km².